# Copa dos Campeões de Voleibol Masculino de 2017
A Copa dos Campeões de Voleibol Masculino de 2017 foi a sétima edição da competição internacional realizada a cada quatro anos, sob chancela da Federação Internacional de Voleibol (FIVB).
Ocorrendo sempre no ano posterior à realização dos Jogos Olímpicos, e com sede no Japão, em 2017 o torneio foi realizado entre os dias 12 e 17 de setembro nas cidades de Nagoia e Osaka. O seu início se deu logo após a finalização do torneio feminino.
O Brasil obteve o quarto título seguido da competição, com uma campanha de quatro vitórias e uma derrota. Assim, chegou ao total de cinco conquistas em sete edições realizadas deste evento. O ponteiro brasileiro Ricardo Lucarelli foi eleito o melhor jogador da competição.

## Formato
A competição foi disputada por seis seleções no sistema de pontos corridos, onde todas se enfrentaram em grupo único. A equipe que somou mais pontos ao final de cinco jogos foi declarada campeã.

## Equipes participantes
Ao contrário das edições anteriores, nas quais participavam as seleções campeãs dos seus respectivos torneios continentais, para esta ocasião a FIVB decidiu outorgar quatro vagas para a melhor seleção ranqueada de cada continente (Ásia, Europa, América do Norte e Central e América do Sul) após a disputa dos Jogos Olímpicos de 2016, mais uma equipe convidada pela organização, e o Japão por ser o país-sede.
| Classificação                    | Vagas | Classificados  |
| -------------------------------- | ----- | -------------- |
| País-sede                        | 1     | Japão          |
| Melhor ranking da Ásia           | 1     | Irã            |
| Melhor ranking da Europa         | 1     | França         |
| Melhor ranking da NORCECA        | 1     | Estados Unidos |
| Melhor ranking da América do Sul | 1     | Brasil         |
| Convite                          | 1     | Itália         |
| TOTAL                            | 6     |                |

## Critérios de classificação no grupo
1. Número de vitórias;
2. Pontos;
3. Razão de sets;
4. Razão de pontos;
5. Resultado da última partida entre os times empatados.

- Placar de 3–0 ou 3–1: 3 pontos para o vencedor, nenhum para o perdedor;
- Placar de 3–2: 2 pontos para o vencedor, 1 para o perdedor.[6]

## Classificação
|     |                |     | Jogos | Jogos | Jogos | Resultados | Resultados | Resultados | Resultados | Resultados | Resultados | Sets | Sets | Sets  | Pontos | Pontos | Pontos |
| Pos | Equipe         | Pts | T     | V     | D     | 3–0        | 3–1        | 3–2        | 2–3        | 1–3        | 0–3        | V    | P    | R     | V      | P      | R      |
| --- | -------------- | --- | ----- | ----- | ----- | ---------- | ---------- | ---------- | ---------- | ---------- | ---------- | ---- | ---- | ----- | ------ | ------ | ------ |
| 1   | Brasil         | 12  | 5     | 4     | 1     | 3          | 0          | 1          | 1          | 0          | 0          | 14   | 5    | 2.800 | 446    | 393    | 1.135  |
| 2   | Itália         | 12  | 5     | 4     | 1     | 0          | 3          | 1          | 1          | 0          | 0          | 14   | 8    | 1.750 | 509    | 506    | 1.006  |
| 3   | Irã            | 9   | 5     | 4     | 1     | 0          | 1          | 3          | 0          | 0          | 1          | 12   | 10   | 1.200 | 501    | 495    | 1.012  |
| 4   | Estados Unidos | 8   | 5     | 2     | 3     | 2          | 0          | 0          | 2          | 1          | 0          | 11   | 9    | 1.222 | 463    | 416    | 1.113  |
| 5   | França         | 4   | 5     | 1     | 4     | 1          | 0          | 0          | 1          | 1          | 2          | 6    | 12   | 0.500 | 410    | 436    | 0.940  |
| 6   | Japão          | 0   | 5     | 0     | 5     | 0          | 0          | 0          | 0          | 2          | 3          | 2    | 15   | 0.133 | 335    | 418    | 0.801  |

## Resultados
As duas primeiras rodadas foram disputadas no Nippon Gaishi Hall, em Nagoia. A sequência da competição teve suas partidas no Ginásio Municipal Central de Osaka, em Osaka.
Todas as partidas seguem o horário do Japão (UTC+9).
| Data   | Hora  |                | Placar |                | Set 1 | Set 2 | Set 3 | Set 4 | Set 5 | Total   | Relatório |
| ------ | ----- | -------------- | ------ | -------------- | ----- | ----- | ----- | ----- | ----- | ------- | --------- |
| 12 set | 12:40 | França         | 0–3    | Brasil         | 25–27 | 25–27 | 22–25 |       |       | 72–79   | Relatório |
| 12 set | 15:40 | Itália         | 2–3    | Irã            | 19–25 | 25–23 | 26–28 | 31–29 | 11–15 | 112–120 | Relatório |
| 12 set | 19:15 | Japão          | 0–3    | Estados Unidos | 21–25 | 18–25 | 13–25 |       |       | 52–75   | Relatório |
| 13 set | 12:40 | Brasil         | 2–3    | Itália         | 25–15 | 25–27 | 25–27 | 25–18 | 12–15 | 112–102 | Relatório |
| 13 set | 15:40 | Estados Unidos | 2–3    | Irã            | 25–20 | 25–17 | 25–27 | 21–25 | 12–15 | 108–104 | Relatório |
| 13 set | 19:15 | Japão          | 0–3    | França         | 15–25 | 23–25 | 23–25 |       |       | 61–75   | Relatório |
| 15 set | 12:40 | Irã            | 0–3    | Brasil         | 22–25 | 19–25 | 15–25 |       |       | 56–75   | Relatório |
| 15 set | 15:40 | França         | 0–3    | Estados Unidos | 20–25 | 17–25 | 16–25 |       |       | 53–75   | Relatório |
| 15 set | 19:15 | Itália         | 3–1    | Japão          | 25–23 | 22–25 | 25–20 | 25–22 |       | 97–90   | Relatório |
| 16 set | 12:40 | Estados Unidos | 2–3    | Brasil         | 26–28 | 25–15 | 20–25 | 25–22 | 13–15 | 109–105 | Relatório |
| 16 set | 15:40 | França         | 1–3    | Itália         | 25–21 | 20–25 | 22–25 | 21–25 |       | 88–96   | Relatório |
| 16 set | 19:15 | Japão          | 1–3    | Irã            | 25–21 | 19–25 | 20–25 | 14–25 |       | 78–96   | Relatório |
| 17 set | 11:40 | Itália         | 3–1    | Estados Unidos | 25–22 | 25–22 | 23–25 | 29–27 |       | 102–96  | Relatório |
| 17 set | 14:40 | Irã            | 3–2    | França         | 38–36 | 25–23 | 22–25 | 25–27 | 15–11 | 125–122 | Relatório |
| 17 set | 18:15 | Brasil         | 3–0    | Japão          | 25–17 | 25–15 | 25–22 |       |       | 75–54   | Relatório |

## Classificação final
| Campeão | Vice-campeão | Terceiro lugar |
| BrasilBruno Rezende · Isac Santos · Tiago Brendle · Wallace de Souza · Raphael Vieira · Otávio Pinto · Rodrigo Leão · Maurício Souza · Douglas Souza · Lucas Saatkamp · Thales Hoss · Ricardo Lucarelli · Maurício Borges · Renan Buiatti | ItáliaLuigi Randazzo · Luca Vettori · Luca Spirito · Simone Giannelli · Fabio Balaso · Daniele Mazzone · Filippo Lanza · Simone Buti · Massimo Colaci · Matteo Piano · Oleg Antonov · Iacopo Botto · Giulio Sabbi · Fabio Ricci | IrãFarhad Salafzoun · Milad Ebadipour · Saman Faezi · Saeid Marouf · Farhad Ghaemi · Mohammad Mousavi · Mostafa Heydari · Amir Ghafour · Farhad Nazari Afshar · Mojtaba Mirzajanpour · Mohammad Manavinejad · Reza Ghara · Mehdi Marandi · Masoud Gholami |

| 4 | Estados Unidos |
| 5 | França         |
| 6 | Japão          |

### Prêmios individuais
A seleção do campeonato foi composta pelos seguintes jogadores:
- MVP (Most Valuable Player):  Ricardo Lucarelli